# Julius Nieuwland
Reverendo Julius Arthur Nieuwland, CSC, (14 de fevereiro de 1878 — 11 de junho de 1936) foi um padre da Congregação de Santa Cruz, químico e botânico belga que imigrou para os Estados Unidos.
É conhecido por suas contribuições à pesquisas com acetileno e sua utilização como base para um tipo de borracha sintética, que levaram à invenção do Neoprene pela DuPont.